# Camponotus kaguya
Camponotus kaguya  (лат.) — вид муравьёв рода Camponotus из подсемейства формицины (Formicinae). 

## Распространение
Япония.

## Описание
Муравьи с диморфичной кастой рабочих (включая солдат). От близких видов подрода Tanaemyrmex отличаются тёмной окраской, коротким скапусом усиков, мезосома сильно выпуклая, строением клипеуса (его передняя часть слабо выступающая). Рабочие муравьи имеют длину около 5 мм, солдаты до 10 мм. Основная окраска коричневая и чёрная: мезосома, петиоль, ноги и 1-2-е тергиты брюшка красновато-коричневые, 3-5-е тергиты брюшка чёрные, голова черновато-коричневая. Усики длинные, у самок и рабочих 12-члениковые. Жвалы рабочих с 6 зубцами. Нижнечелюстные щупики 6-члениковые, нижнегубные щупики состоят из 4 сегментов. Стебелёк между грудкой и брюшком состоит из одного сегмента (петиоль). Вид был впервые описан в 1999 году японским мирмекологом Мамору Тераямой (Laboratory of Applied Entomology, Division of Agriculture and Agricultural Life Sciences, Токийский университет, Токио, Япония).